# Apák rock and rollja
Az Apák rock and rollja a  magyar Hobo Blues Band blueszenekar harmadik DVD-je és egyben első hivatalos koncertalbuma, amit 2008. november 26-án adtak ki két DVD-n és két CD-n. A felvételek a 2008. szeptember 27-ei koncertről vannak, amit a Papp László Budapest Sportarénában tartottak meg a Hobo Blues Band 30 éves jubileumi fennállásának alkalmából. Az este ceremóniamestere Cserhalmi György, a rendező pedig Vidnyánszky Attila volt.

## DVD
A dupla DVD-s kiadványhoz egy könyv is jár, viszont az első lemezre a koncertkezdés Nyitánya, a 6:3-as videóklip és két ráadás, az Országút blues és a Johnny B. Good nem került fel. A második lemezen öt kisfilm szerepel, Rozsonits Tamás szerkesztésében. Az első a régi tagok találkozását, a közös próbák hangulatát, az előkerülő történeteket idézi fel 8 percben. A második a színpad, a technika felépítését mutatja be közel 5 percben. Hobo a koncert után hosszabb interjút adott, a többiek a koncert előtt rövidebbeket, így ezekből állt össze a harmadik kisfilm, 12 és fél percben. A negyedik egy négyperces diavetítés a koncert fotóiból, s végül a közel tízperces Hey Joe extra változata következik, ahol négy kameraállás közül lehet folyamatosan választani.

### DVD-1
1. A ripacsok bevonulása
2. Rolling Stones Blues
3. Gazember
4. Tisztelet Muddy Watersnek – Középeurópai Hobo Blues I.
5. Titkosügynök
6. Szélcsend idején
7. Tobacco road
8. Kopaszkutya
9. Kőbánya blues
10. Édes otthon
11. 3:20-as blues
12. Hey Joe
13. És jött a Latabár
14. Blues Jim Morrisonnak
15. Vissza a 66-os úton
16. Csipkerózsika és a hét törpe
17. A vadászok bevonulása
18. Mesél az erdő
19. Hajtók dala
20. A fattyú reménytelen szerelme és halála
21. Szabadíts fel
22. A bolond levele a kisfiúnak
23. 45-ös blues
24. Másik Magyarország
25. Nem lehet két hazád
26. A vadászok kivonulása
27. Középeurópai Hobo Blues II.
28. Védj meg a gonosztól
29. Torta
30. Hosszúlábú asszony
31. Enyém, tiéd, miénk
32. Végbeszéd

### DVD-2
1. Mindenki sztár
2. Tető alatt a ház
3. Üzenet az útról
4. Ki vagyok én
5. Hey Joe

## CD
A CD-s kiadásban ugyan azokat a számokat találjuk, mint a DVD-nél, csak két CD-re bontva.

### CD-1
1. A ripacsok bevonulása
2. Rolling Stones Blues
3. Gazember
4. Tisztelet Muddy Watersnek – Középeurópai Hobo Blues I.
5. Titkosügynök
6. Szélcsend idején
7. Tobacco road
8. Kopaszkutya
9. Kőbánya blues
10. Édes otthon
11. 3:20-as blues
12. Hey Joe
13. És jött a Latabár
14. Blues Jim Morrisonnak
15. Vissza a 66-os úton
16. Csipkerózsika és a hét törpe

### CD-2
1. A vadászok bevonulása
2. Mesél az erdő
3. Hajtók dala
4. A fattyú reménytelen szerelme és halála
5. Szabadíts fel
6. A bolond levele a kisfiúnak
7. 45-ös blues
8. Másik Magyarország
9. Nem lehet két hazád
10. A vadászok kivonulása
11. Középeurópai Hobo Blues II.
12. Védj meg a gonosztól
13. Torta
14. Hosszúlábú asszony
15. Enyém, tiéd, miénk
16. Végbeszéd

## Közreműködők
- Földes László – ének
- Deák Bill Gyula – ének
- Hárs Viktor – basszusgitár, nagybőgő, vokál
- Póka Egon – basszusgitár
- Fehér Géza – gitár
- Kőrös József – gitár
- Tátrai Tibor – gitár
- Tóth János Rudolf – gitár
- Gyenge Lajos – dob
- Pálmai Zoltán – dob
- Solti János – dob
- Nagy Szabolcs – billentyűs hangszerek
- Vaszko Krpkata – szájharmonika
- Pribojszki Mátyás – szájharmonika
- Fuchs Dániel – zongora
- Cserhalmi György – ceremóniamester
- Vidnyánszky Attila – rendező

## Külső hivatkozások
- Hivatalos oldal